# Bataille des Atoleiros
Crise portugaise de 1383-1385
Batailles
La bataille des Atoleiros a eu lieu le 6 avril 1384, dans l'actuelle région de Portalegre, au Portugal à 60 km de la frontière espagnole. Elle opposa les troupes portugaises (1 400 hommes) commandées par Nuno Álvares Pereira, et une expédition punitive castillane (5 000 hommes) envoyée par Jean Ier de Castille dans le cadre de la crise portugaise de 1383-1385. 
Cette expédition était attendue, c'est pourquoi Nuno Álvares Pereira avait été envoyé à leur rencontre. Les deux armées se rencontrent alors que les Castillans s'apprêtent à prendre la ville de Fronteira. Un émissaire est envoyé pour dissuader les portugais d'avancer vers la ville assiégée. Devant leur refus, les castillans attaquent, à cheval. Les Portugais les attendent stratégiquement organisés en carré. Les troupes castillanes sont vite désorganisées et obligées de fuir. La victoire portugaise est rapide, les pertes castillanes nombreuses. 
Cette bataille constitue dans la péninsule Ibérique la première véritable utilisation des nouvelles techniques de défense avec une infanterie en infériorité numérique devant une cavalerie importante. La formation en carré reste la plus connue. 
Les forces portugaises n'eurent à souffrir aucune perte dans cette bataille. Cela fut pris comme une preuve que Dieu était du côté des Portugais dans leur lutte d'indépendance.

## Voir Aussi
- crise portugaise de 1383-1385
- Bataille d'Aljubarrota
- Bataille de Valverde de Mérida
- Nuno Álvares Pereira

## Liens Externes
- (pt) « Batalha dos Atoleiros 06-04-1384 »
- (pt) « Photos et films retraçant la bataille »